# Gran Premi Viborg
El Gran Premi Viborg, anomenat el 2013 i 2014 Destination Thy, fou una competició ciclista danesa d'un sol dia que es disputà a Jutlàndia. Creada el 2013, des de la seva creació i fins a la seva desaparició, el 2017, va formar part del calendari de l'UCI Europa Tour.

## Palmarès
| Any               | Vencedor                      | Segon            | Tercer            |
| ----------------- | ----------------------------- | ---------------- | ----------------- |
| Destination Thy   |                               |                  |                   |
| 2013              | Constantino Zaballa Gutiérrez | Martin Mortensen | Dries Hollanders  |
| 2014              | Magnus Cort Nielsen           | Troels Vinther   | Morten Øllegaard  |
| Gran Premi Viborg |                               |                  |                   |
| 2015              | Oscar Landa                   | Bob Schoonbroodt | Wim Stroetinga    |
| 2016              | Johim Ariesen                 | Andreas Jeppesen | Kasper Asgreen    |
| 2017              | Kasper Asgreen                | Jonas Vingegaard | Rasmus Guldhammer |